# Горня Вручиця (Трпань)
42°59′ пн. ш. 17°16′ сх. д. / 42.99° пн. ш. 17.26° сх. д.
Горня Вручиця (хорв. Gornja Vrućica) — населений пункт у Хорватії, у Дубровницько-Неретванській жупанії у складі громади Трпань.

## Населення
Населення за даними перепису 2011 року становило 46 осіб.
Динаміка чисельності населення поселення: